# Entyloma ageratinae
Entyloma ageratinae är en svampart som beskrevs av R.W. Barreto & H.C. Evans 1988. Entyloma ageratinae ingår i släktet Entyloma och familjen Entylomataceae.   Inga underarter finns listade i Catalogue of Life.